# 柳生站

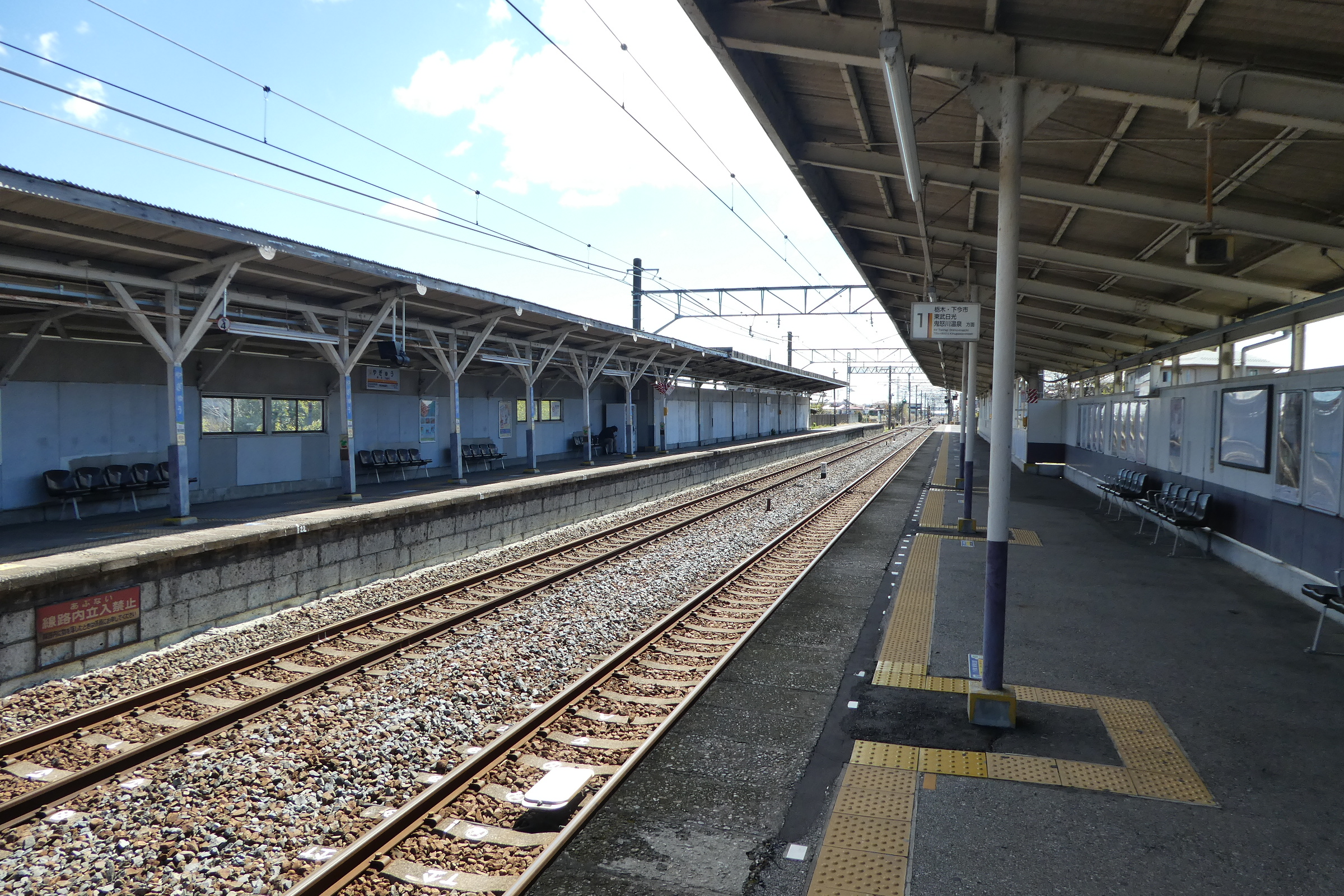
月台（2019年4月）

柳生站（日语：／ Yagyū eki */?）是日本埼玉縣加須市小野袋的東武鐵道日光線車站。車站編號TN 06。

## 年表
- 1929年（昭和4年）11月1日 - 開業。
- 2012年（平成24年）3月17日 - 導入車站編號TN 06。

## 車站構造
本站是側式月台2面2線地面車站。站房在東武日光方向月台側，有天橋通往淺草方向月台。站內設有PASMO對應自動驗票閘門、廁所。

### 月台配置
| 月台 | 路線   | 方向 | 目的地                                                           |
| ---- | ------ | ---- | ---------------------------------------------------------------- |
| 1    | 日光線 | 上行 | 南栗橋、東武動物公園、 東武晴空塔線 北千住、東京晴空塔、淺草方向 |
| 2    | 日光線 | 下行 | 新栃木、東武日光、 鬼怒川線 鬼怒川溫泉、 宇都宮線 東武宇都宮方向 |

- 上述路線名使用旅客資訊上的名稱（「東武晴空塔線」為愛稱）。
- 2013年3月16日改點起本站不再停靠區間快速，本站往東武動物公園方向的直通車也在2017年4月21日改點起取消。因此本站要往返東武動物公園、東武晴空塔線、半藏門線、日比谷線方向須在南栗橋車站轉乘。

## 使用情況
2018年度1日平均上下車人次為1,392人。
近年1日平均上下車、上車人次變化如下。
| 年度               | 1日平均 上下車人次 | 1日平均 上車人次 | 來源     |
| ------------------ | ------------------ | ---------------- | -------- |
| 1998年（平成10年） | 2,405              |                  |          |
| 1999年（平成11年） | 2,344              | 1,210            | [ * 1 ]  |
| 2000年（平成12年） | 2,410              | 1,240            | [ * 2 ]  |
| 2001年（平成13年） | 2,388              | 1,216            | [ * 3 ]  |
| 2002年（平成14年） | 2,245              | 1,139            | [ * 4 ]  |
| 2003年（平成15年） | 2,106              | 1,062            | [ * 5 ]  |
| 2004年（平成16年） | 2,049              | 1,032            | [ * 6 ]  |
| 2005年（平成17年） | 1,939              | 975              | [ * 7 ]  |
| 2006年（平成18年） | 1,921              | 963              | [ * 8 ]  |
| 2007年（平成19年） | 1,952              | 978              | [ * 9 ]  |
| 2008年（平成20年） | 1,823              | 909              | [ * 10 ] |
| 2009年（平成21年） | 1,716              | 857              | [ * 11 ] |
| 2010年（平成22年） | 1,565              | 783              | [ * 12 ] |
| 2011年（平成23年） | 1,539              | 771              | [ * 13 ] |
| 2012年（平成24年） | 1,496              | 746              | [ * 14 ] |
| 2013年（平成25年） | 1,552              | 775              | [ * 15 ] |
| 2014年（平成26年） | 1,529              | 765              | [ * 16 ] |
| 2015年（平成27年） | 1,514              | 759              | [ * 17 ] |
| 2016年（平成28年） | 1,482              | 747              | [ * 18 ] |
| 2017年（平成29年） | 1,471              |                  |          |
| 2018年（平成30年） | 1,392              |                  |          |

## 車站周邊

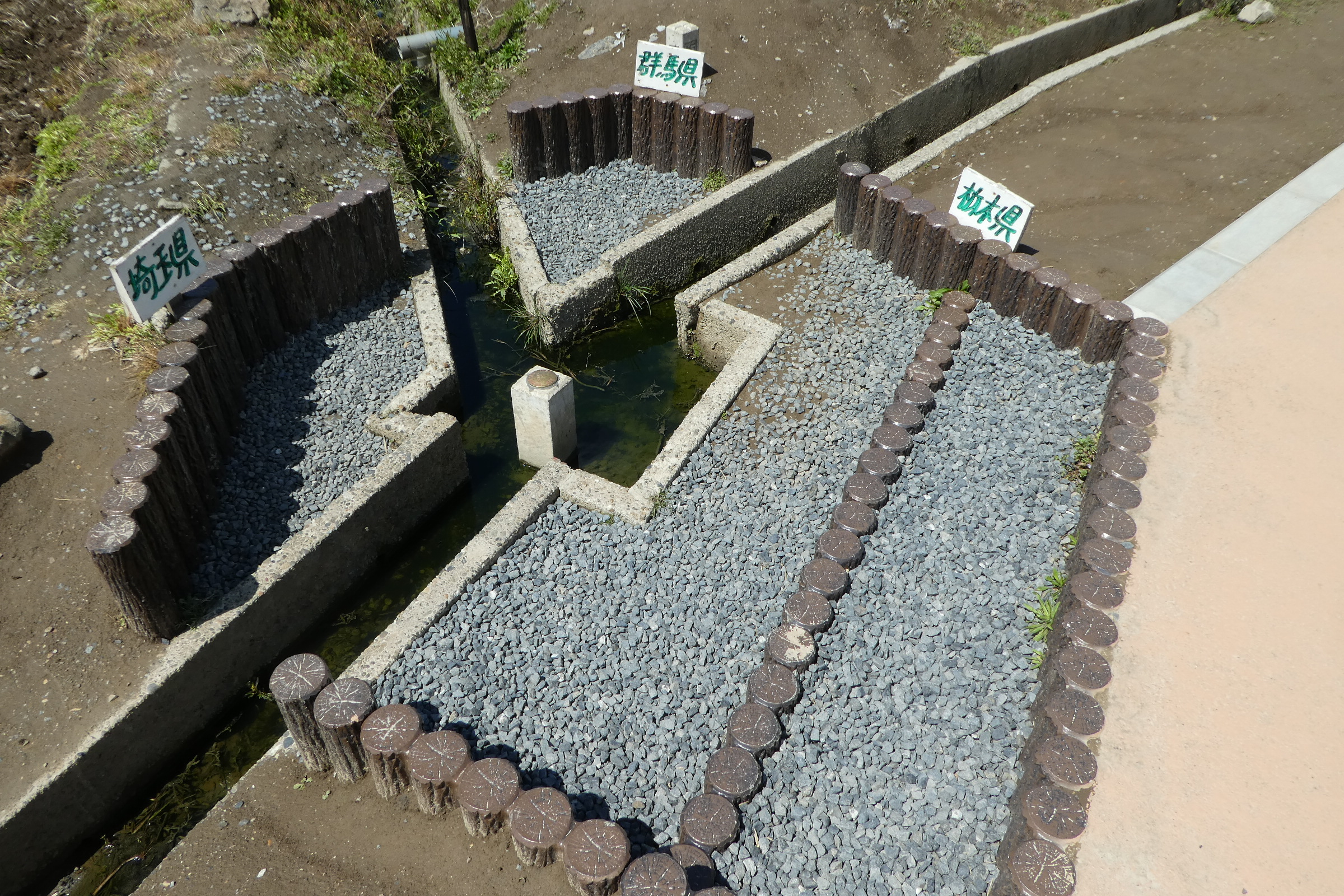
栃木、群馬、埼玉三縣境的最近車站。步行約700公尺

本站東北東方約400公尺（步行約700公尺）處是栃木、群馬、埼玉三縣的交界（三縣境）。2018年4月相關2市1町進行整備。此處是日本全國唯一一個三縣在平地交界的地點（其他都在山岳與河川上）。原先縣境在渡良瀨川上，因明治、大正時期流路變更而形成現在的三縣平地交界。
其他
- 北川邊郵便局
- 埼玉縣道415號柳生停車場線（日语：埼玉県道415号柳生停車場線）
- 埼玉縣道9號佐野古河線（日语：栃木県道・群馬県道・埼玉県道・茨城県道9号佐野古河線）
  - 道之驛北川邊（日语：道の駅きたかわべ）
- 國道354號
- Maruya（日语：マルヤ）北川邊店
- 開智未来中學、高等學校（日语：開智未来中学校・高等学校）
- 渡良瀨遊水地（日语：渡良瀬遊水地）（渡良瀨遊水地的最近車站）
- 柳生沼（日语：柳生沼）
- 仕出沼（日语：仕出沼）

## 路線巴士
巴士站名「柳生站」。
- 加須市社區巴士「加須絆號」
  - 往新古河站西口
  - 經北川辺綜合支所、道之驛童謠故鄉大利根（日语：道の駅童謡のふる里おおとね）、大利根綜合支所、加須市役所、加須站南口往騎西綜合支所

## 相鄰車站
東武鐵道
 日光線
■急行、■區間急行
通過
■普通
新古河（TN 05）－柳生（TN 06）－板倉東洋大前（TN 07）

## 來源
埼玉縣統計年鑑
1. ↑  .   [2020-05-03]. （原始内容存档于2020-02-02）.
2. ↑  .   [2020-05-03]. （原始内容存档于2020-02-02）.
3. ↑  .   [2020-05-03]. （原始内容存档于2020-02-02）.
4. ↑  .   [2020-05-03]. （原始内容存档于2020-02-02）.
5. ↑  .   [2020-05-03]. （原始内容存档于2020-02-02）.
6. ↑  .   [2020-05-03]. （原始内容存档于2020-02-02）.
7. ↑  .   [2020-05-03]. （原始内容存档于2020-02-02）.
8. ↑  .   [2020-05-03]. （原始内容存档于2020-02-02）.
9. ↑  .   [2020-05-03]. （原始内容存档于2020-02-02）.
10. ↑  .   [2020-05-03]. （原始内容存档于2020-02-02）.
11. ↑  .   [2020-05-03]. （原始内容存档于2020-02-02）.
12. ↑  .   [2020-05-03]. （原始内容存档于2020-02-02）.
13. ↑  .   [2020-05-03]. （原始内容存档于2020-02-02）.
14. ↑  .   [2020-05-03]. （原始内容存档于2020-02-02）.
15. ↑  .   [2020-05-03]. （原始内容存档于2020-02-02）.
16. ↑  .   [2020-05-03]. （原始内容存档于2020-02-02）.
17. ↑  .   [2020-05-03]. （原始内容存档于2020-02-02）.
18. ↑  .   [2020-05-03]. （原始内容存档于2020-02-02）.

## 外部連結
- 柳生（車站資訊） - 東武鐵道